# Bingöl-Universität
Die Bingöl-Universität (türkisch Bingöl Üniversitesi) ist eine staatliche Universität in Bingöl. Sie wurde am 29. Mai 2007 gegründet und ist somit eine der jüngsten Universitäten der Türkei. Der Campus befindet sich nördlich der Stadt Bingöl an der Schnellstraße D300. Die Bingol-Universität belegt nach Angaben von 2019 in Bezug auf die Anzahl der Veröffentlichungen pro Fakultätsmitglied unter den 108 staatlichen Universitäten in der Türkei den sechsten Platz.

## Fakultäten
Die Fakultäten der Universität sind:
- Fakultät für Naturwissenschaften und Literatur
- Wirtschafts- und Verwaltungsfakultät
- Theologische Fakultät
- Veterinärmedizinische Fakultät
- Landwirtschaftsfakultät
- Ingenieurs- und Architekturfakultät
- Fakultät für Gesundheitswissenschaften
- Fakultät für Zahnmedizin
- Fakultät für Sportwissenschaft